# Gelis foveatus
Gelis foveatus är en stekelart som först beskrevs av Charles Thomas Brues 1910.  Gelis foveatus ingår i släktet Gelis och familjen brokparasitsteklar. Inga underarter finns listade i Catalogue of Life.